# Église Santa Maria della Stella
Ne doit pas être confondu avec Église Santa Maria Stella Maris.
L'église Santa Maria della Stella  (Sainte-Marie-de-l'Étoile) est une église de Naples située piazzetta Stella, dans le quartier de la Stella.

## Histoire
L'église est bâtie en 1571 pour abriter une image de la Vierge précédemment sur une colline dominant le vallon de la Sanità. Elle est reconstruite en 1587 par Domenico Fontana selon des dimensions plus grandes, à la commande des Pères minimes qui possèdent l'église et son couvent. Elle est remaniée à plusieurs reprises au cours du XVIIe siècle.
Bartolomeo Picchiatti (élève de Fontana) commence les travaux de la façade de marbre et de piperno qui est terminée en 1734 par Domenico Antonio Vaccaro. Une partie de la riche décoration intérieure est à jamais perdue à cause de l'incendie de 1944. Le monument funéraire de Domenico Cattaneo, prince de Sannicandro, réalisé par Giuseppe Sanmartino est victime de l'incendie.

## Description
L'intérieur est à nef unique avec des chapelles latérales et des voûtes à caissons. Ayant perdu une bonne partie de sa décoration à la suite de l'incendie de 1944, l'intérieur abrite aujourd'hui des œuvres provenant d'autres églises ayant été détruites; l'on peut distinguer six piliers de marbre de 1665 et l'autel de l'église San Sebastiano qui s'est écroulée en 1941, ainsi que trois toiles de Pietro del Po qui se trouvaient autrefois à la chapelle palatine du Castel Nuovo (La Nativité de la Vierge, La Présentation au Temple et La Fuite en Égypte).
Le fond du chœur présente un panneau de Battistello Caracciolo figurant L'Immaculée Conception avec saint Dominique et saint François de Paule (1607), unique peinture ayant échappé à l'incendie.
La pièce qui précède la sacristie abrite un buste de marbre de Luigi Riccio (1570-1643), évêque de Vico Equense faisant partie d'un monument funéraire avec une plaque commémorative polychrome. La sacristie, de style rococo, est l'œuvre de Luca Vecchione en 1740-1745.

## Couvent
Après l'expulsion des minimes en 1862, le couvent est transformé en caserne de carabiniers. Une partie du couvent a par la suite été restituée aux minimes, pour devenir une maison de formation de leur ordre et le siège de leur province.
Le cloître de la Stella possède des fresques du XVIIe siècle d'un élève de Belisario Corenzio. D'autres fresques, du XVIIIe siècle, sont visibles dans le local qui servait autrefois de pharmacie au couvent.

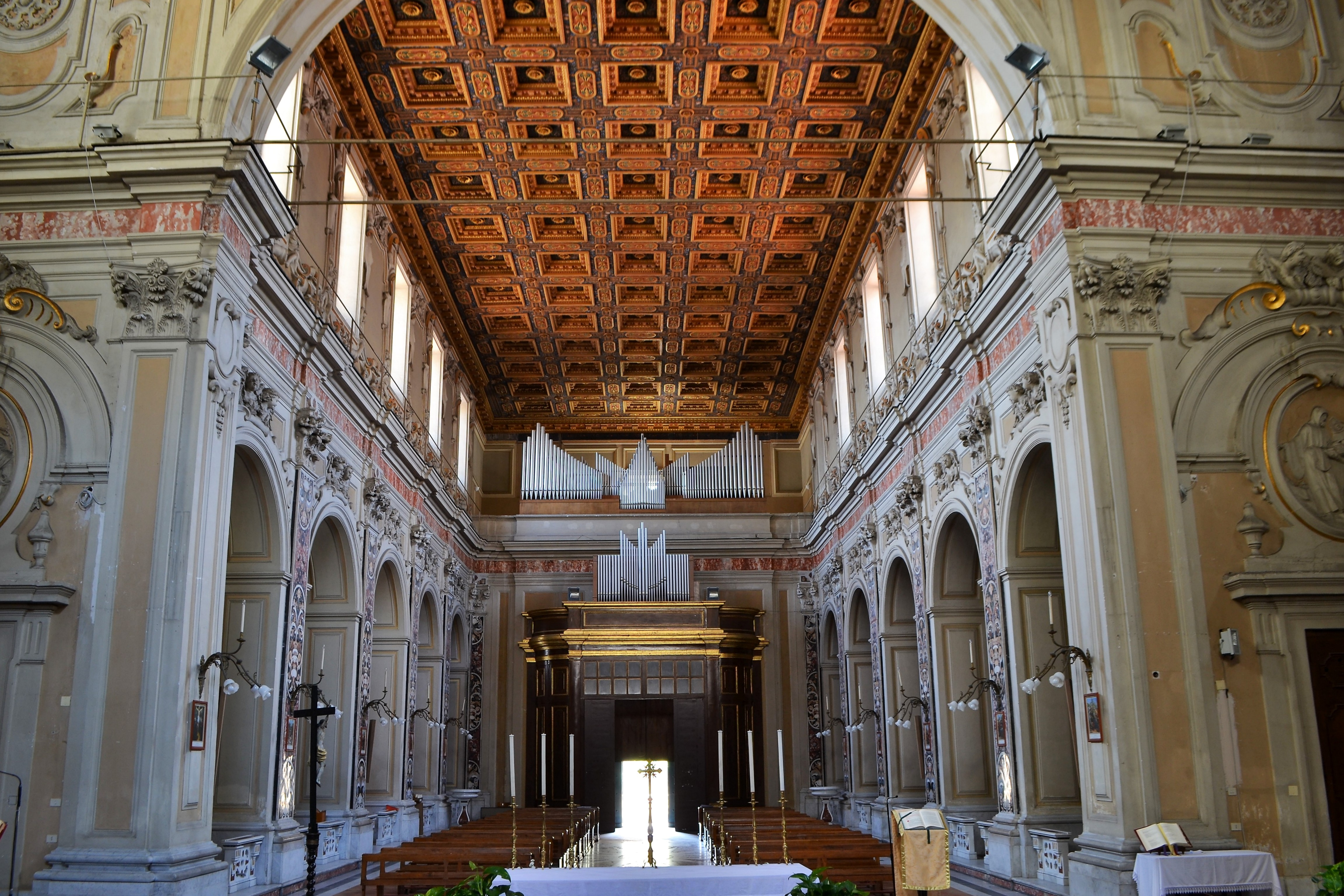
Vue
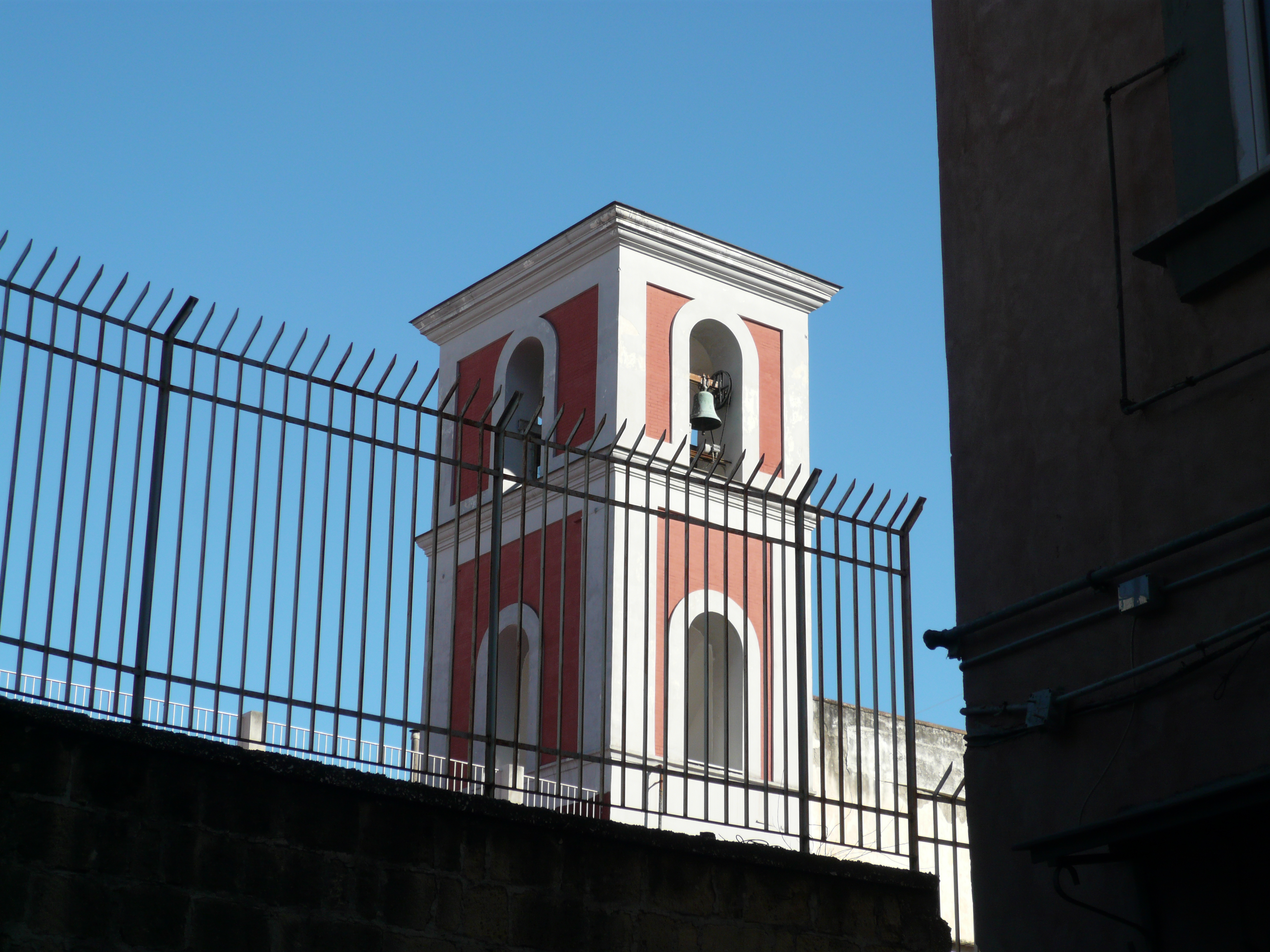
Campanile de l'église.
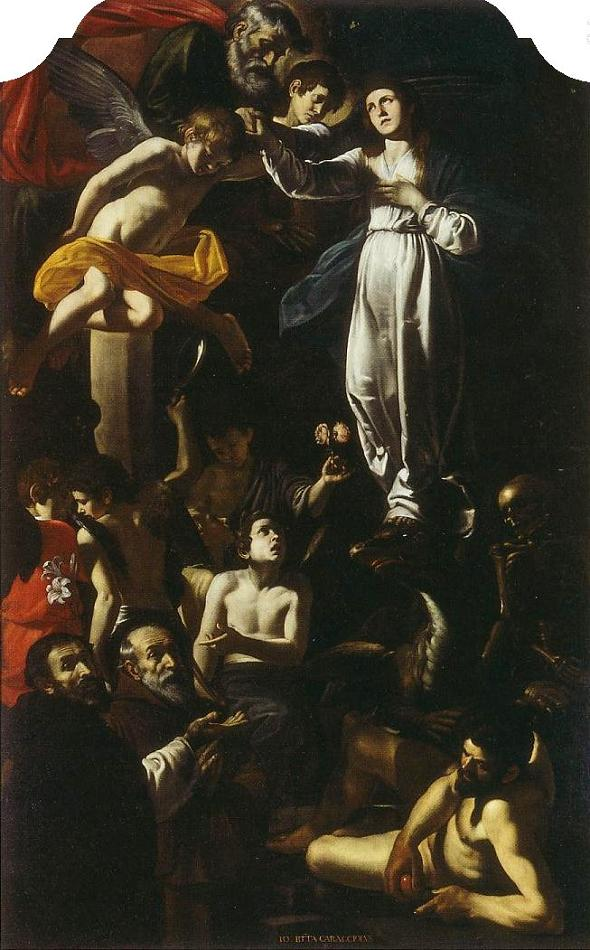
L'Immaculée Conception avec saint Dominique et saint François de Paule

## Source de la traduction
- (it) Cet article est partiellement ou en totalité issu de l’article de Wikipédia en italien intitulé « Chiesa di Santa Maria della Stella » (voir la liste des auteurs).